# 榊原徹士
榊原 徹士（さかきばら てつじ、1989年12月6日 - ）は、日本の歌手、俳優、モデルであり、アイドルグループ吉本坂46の元メンバーである。愛知県豊田市出身。京都外国語大学中退。身長172cm。愛称は「てっちゃん」、「てつじ」、「サカキ」など。

## 略歴
6歳から9歳までの間アメリカで生活していた帰国子女。その後は愛知で育ち、京都の大学に進学する。新選組リアンで唯一の近畿地方以外の出身者である。過去に京都エリアの学生向けフリーマガジン『CREW』の表紙モデルを務めたことがある。
2009年7月、島田紳助プロデュースの大学生5人組アイドルユニット・新選組リアンのメンバーに選ばれる。
2010年1月、テレビドラマ『新撰組PEACE MAKER』に山崎烝役でレギュラー出演し俳優デビュー。その後も単独でドラマや舞台に出演する。2012年7月、舞台『信長』稽古時の剥離骨折により降板となった関義哉の代役を務めた。
2010年6月、かねてから紳助が「よく似ている」と指摘していたスザンヌとのユニット「スザンヌ×スザンぬ」の黒スザンぬとしてシングル「レッド・アイ」を発表。黒スザンぬの正体が榊原であることは後の『FNS26時間テレビ』内で明かされた。
2014年10月に新選組リアンが解散。以後は俳優としてドラマ・映画・舞台などで活動している。
2017年2月、「スーパー戦隊シリーズ」『宇宙戦隊キュウレンジャー』において、スパーダ/カジキイエロー役で出演。
2018年8月20日、吉本坂46の1期生オーディションに合格。
2023年12月31日、吉本興業を退所。2024年3月10日、キュウレンジャーで共演した岸洋佑の個人事務所である株式会社クレセチア所属となった。2025年4月13日、クレセチアを退所し、フリーで活動する旨を発表。

## 人物
特技は英語とストリートボール。
新選組リアンのセカンドシングル「本当に僕でいいんですか」では英語ラップを、5thシングル「Merry X'mas to U」のカップリング「YO YO」では全編英語詞のソロ楽曲を披露した。サータアンダギーのアルバム『サータアンダギー』収録曲「明日へ feat.TETSU from SHINSENGUMI LIEN」では、日本語のラップで参加している。
『宇宙戦隊キュウレンジャー』では、当初はメンバー最年長であったことから、現場の心地よい環境づくりを心がけていた。共演した岐洲匠は、榊原について優しくて安心感を与えてくれたと述べている。一方で大久保桜子には気遣いを気づかれていたという。
吉本坂46のオーディションを受けることにあたり受けるか悩んでいたがやるべきと岸洋佑は後押しした。そして泣かせてくれよの個人売り上げ3位で北海道旅行をペアで貰った時恩人として一緒に北海道へ行きライブをし2人でエレチャンに出演した。

## 出演

### テレビドラマ
- 新撰組PEACE MAKER（2010年1月 - 3月、毎日放送） - 山崎烝 役
- 明日の光をつかめ（2010年7月 - 9月、東海テレビ） - 桜木翼 役
- 名探偵コナンドラマスペシャル・工藤新一への挑戦状〜怪鳥伝説の謎〜（2011年4月15日、日本テレビ） - 和倉涼二 役
- 五つ星ツーリスト〜最高の旅、ご案内します!!〜 第8話（2015年2月26日、読売テレビ） - 東田雄大 役
- 猫侍 玉之丞 江戸へ行く（2016年2月）
- 朝が来る（2016年6月 - 7月、東海テレビ） - 安藤良太 役
- 天下御免トラック野郎 銀ちゃんの事件街道！（2016年9月26日、TBSテレビ）
- 宇宙戦隊キュウレンジャー（2017年2月 - 2018年2月、テレビ朝日） - スパーダ / カジキイエロー 役
- 未解決の女 警視庁文書捜査官 第6話（2018年5月24日、テレビ朝日） - 袴田高一郎 役
- ハラスメントゲーム 第6話・第7話 （2018年11月19日・26日、テレビ東京） - バーテンダー 役
- 西郷どん（2018年、大河ドラマ） - 森山茂 役
- 仮面ライダーリバイス 第9話・第10話・最終話（2021年10月31日・11月14日・2022年8月28日、テレビ朝日） - 詐欺師 役[10]
- 恋です!〜ヤンキー君と白杖ガール〜 第6話（2021年11月10日、NTV）
- ユーチューバーに娘はやらん! 第4話（2022年2月7日 、テレビ東京） - レストランのスタッフ 役

### ウェブドラマ
- from Episode of スティンガー 宇宙戦隊キュウレンジャー ハイスクールウォーズ（2017年9月9日 - 10月15日、東映特撮ファンクラブ） - スパーダ / カジキイエロー 役
- 本吉家 - 本吉哲次 役
- 本吉家 / 本吉家 第0話 - 本吉哲次 役
- 星から来たあなた (2022年3月)

### 映画
- オー!ファーザー（2014年）
- スーパー戦隊シリーズ
  - 劇場版 動物戦隊ジュウオウジャーVSニンニンジャー 未来からのメッセージ from スーパー戦隊（2017年） - カジキイエローの声 役
  - 仮面ライダー×スーパー戦隊 超スーパーヒーロー大戦（2017年） - スパーダ / カジキイエロー 役
  - 宇宙戦隊キュウレンジャー THE MOVIE ゲース・インダベーの逆襲（2017年） - スパーダ / カジキイエロー 役
- 時代おくれ（2019年） - 大谷幸太郎 役
- おいしい家族（2019年）
- 大阪闇金（2021年） - 根津龍平 役
- 修羅の世界（2022年） - 円月才賀 役
- 光る校庭（2023年）[11]

### オリジナルビデオ
- スーパー戦隊シリーズ
  - 宇宙戦隊キュウレンジャー Episode of スティンガー（2017年10月25日発売、東映ビデオ） - スパーダ / カジキイエロー 役
  - 宇宙戦隊キュウレンジャーVSスペース・スクワッド（2018年8月8日発売、東映ビデオ） - スパーダ / カジキイエロー 役[12]
  - ルパンレンジャーVSパトレンジャーVSキュウレンジャー（2019年8月21日発売、東映ビデオ） - スパーダ / カジキイエロー 役

### CM
- ファブリーズ（2017年3月）
- 蔵ハイ（2021年12月）

### 舞台
- コカンセツ!〜再演〜（2011年9月、天王洲銀河劇場） - 清宮文彦 役
- ニンギョヒメ（2012年5月、CBGKシブゲキ!!） - デプシ 役
- 信長（2012年8月、全労済ホールスペース・ゼロ）
- 恋人たちの神話 二幕（2012年9月、三越劇場）
- 闇の皇太子（2012年10月、上野ストアハウス） - 主演・天神后 役
- 冬の鼠（2013年2月 - 3月、キンケロ・シアター / 一心寺シアター倶楽）
- Re-（2013年5月 - 6月、シアターサンモール） - 源義経 役
- ミュージカル『ザ・オダサク』 愛と青春のデカダンス （2014年4月19日 - 29日、神奈川芸術劇場）
- リズム＆ライス〜その男のリズム〜（2014年12月27日 - 30日、神保町花月） - カンスケ 役
- ヘブンイレブン!（2015年3月11日 - 15日、俳優座劇場） - ジェネシスアキラ 役
- 舞台 新選組オブ・ザ・デッド（2015年5月2日 - 4日、HEP HALL / 2015年5月13日 - 18日、CBGKシブゲキ!!） - 原田左之助 役
- 劇団TEAM-ODAC 第17回本公演 DARMA〜ダルマ〜（2015年6月18日 - 23日、紀伊国屋ホール） - 羽賀 役
- 三ツ星に願いを! （2015年7月8日 - 12日、俳優座劇場） - 滝養介 役
- 劇団TEAM-ODAC 第18回本公演 真っ白な図面とタイムマシン（再演）（2015年8月26日 - 31日、紀伊国屋ホール）
- この作品はフィクションであり実在する人物、団体等とは一切関係ありません2（2015年10月16日 - 18日、新宿シアターサンモール）
- 舞台 逆転裁判2 〜さらば、逆転〜（2015年10月31日 - 11月8日、俳優座劇場 / 11月21日 - 23日、ABCホール） - 虎狼死家左々右エ門 役 （Wキャスト）
- 幸福論（2015年11月18日 - 11月23日、新宿LIVE） - 剛士 役
- 罠（2016年1月8日 - 1月11日、紀伊国屋ホール）
- TARO Shall We TARO？（2016年3月2日 - 6日、博品館劇場） - 一寸法師 役
- 劇団TEAM-ODAC 第20回本公演 saigoノbansan（2016）（2016年3月16日 - 20日、全労済ホール／スペース・ゼロ） - 獅子野和馬 役
- FOOLISH（2016年4月6日 - 10日、シアターグリーンBIG TREE THEATER） - 主演・桜井一郎 役
- Flying Trip Vol.11「春蝉の声、なお遠く」（2016年8月24日 - 28日、CBGKシブゲキ!!） - カイト 役
- 七つの大罪 The STAGE（2018年8月3日 - 12日、天王洲銀河劇場 / 8月18日 - 20日、シアター・ドラマシティ） - ギルサンダー 役[13]
- 明るいお葬式 〜るんるんは2度死ぬ〜（2018年9月12日 - 17日、六本木俳優座劇場）
- 夢王国と眠れる100人の王子様 On Stage（2019年1月31日 - 2月3日、シアター1010 / 2月7日 - 11日、ステラボール） - 主演・アヴィ 役[14]
- 地獄（2019年6月27日 - 30日、CBGKシブゲキ!!） - 葉蔵 役
- Starry☆Sky on Stage（2019年7月10日 - 15日、クラブeX） - 神楽坂四季 役[15]
- 星の見た夢（2019年8月22日・23日、スクエア 荏原ひらつかホール / 2019年9月1日、小岩アーバンプラザ） - チーフ 役
- 月夜に舞い上がる桜（2019年9月7日 - 16日、シアターグリーン BIG TREE THEATER） - 主演・月翼 役
- ふるあめりかに袖はぬらさじ（2019年10月18日 - 27日、博多座 / 2019年11月3日 - 27日、明治座） - 飯塚 役
- Starry☆Sky on STAGE SEASON2〜星雪譚ホシノユキタン〜（2020年1月15日 - 26日、紀伊國屋サザンシアターTAKASHIMAYA） - 神楽坂四季 役
- 新感覚!スペクタクルステージ『THE★JINRO』－イケメン人狼アイドルは誰だ!!－（2020年7月3日、新宿シアターモリエール）スペシャルゲスト[16][17]
- ハイイロノクロ（2020年7月22日 - 28日、東京芸術劇場シアターウエスト）
- HIT LIST（2020年8月26日 - 30日、こくみん共済 coop ホール／スペース・ゼロ / 9月4日 - 6日、ABCホール / 9月11日 - 13日、北九州芸術劇場 中劇場） - 明菜 役
- Wizards Storia-initium-（2021年12月2日 - 5日、六行会ホール） - ギーク 役
- 朝劇 恋の遠心力（2022年1月30日、NOS 恵比寿 Bar&Dining）
- 朗読劇『この色、君の声で聞かせて』（2022年5月25日 - 29日、シアター・アルファ東京） - チームACT 伊吹和也 役
- オムイズムvol,7『探求』（2022年6月22日 - 26日、赤坂 RED THEATER） - 川崎大志 役
- Wizards Storia-cadere- （2022年12月22日 - 12月26日、羽生市産業文化ホール） - ギーク 役
- 若き日の親鸞 （2023年4月10日 - 29日、京都南座） - 遵西 役
- Musical 「TRACE U」（2023年8月4日 - 9月3日、浅草九劇） - ク・ボナ 役
- Monkey Works Vol.11 「明日は捲る」（2024年5月15日 - 19日、シアターサンモール） - 馬場俊哉 役[18]
- 劇団ミュ Op.2 ミュージカル「추락 -墜落-」（2024年10月17日 - 28日、ウッディシアター中目黒）[19]
- 劇団TEAM-ODAC 第45回本公演『 舞台 破天荒フェニックス〜2024〜』（2024年12月18日 - 22日、博品館劇場）
- 劇団CATMINT 第21回「所以 〜room for sympathy〜」（2025年6月4日 - 8日、赤坂RED/THEATER）[20]
- WaVe'S 第9回公演 舞台『祭りのかけら』（2025年7月30日 - 8月3日、ザ・ポケット） - 銀次 役[21]
- ラッキードッグ1 on Stage（2025年10月17日 - 25日〈予定〉、飛行船シアター） - 主演・ジャンカルロ・ブルボン・デル・モンテ 役[22]

### ドラマCD
- 宇宙戦隊キュウレンジャー オリジナルサウンドトラック サウンドスター1 - 3（2017年） - スパーダ / カジキイエロー 役

### ミュージック・ビデオ
- 岸洋佑 「ついてnothing」(2023年6月)
- 岸洋佑 「Leading role」(2024年4月)
- 岸洋佑 「だらだらぶ」(2024年5月)

## ディスコグラフィ

### キャラクターソング
| 発売日        | 商品名                                      | 歌                                    | 楽曲                     | 備考 |
| ------------- | ------------------------------------------- | ------------------------------------- | ------------------------ | ---- |
| 2018年1月28日 | 宇宙戦隊キュウレンジャー オールスター全曲集 | カジキイエロー / スパーダ（榊原徹士） | 「ブラボー！イエロー！」 |      |

### 配信シングル
- 「Do What」作詞・作曲/岸洋佑 (2024年08月26日配信)
- 「蜃気楼」作詞・作曲/岸洋佑 (2025年02月14日配信)